# Driver

Gallium3D ș Direct Rendering Infrastructure (Mesa 3D) oferă modelle diferite a impelemta un driver pentru placă video

În sistemele de operare, driverul este un program care are funcția de a acționa ca o interfață între o anumită componentă hardware și software. Comenzile pentru componenta hard vin de la diferite programe prin intermediul sistemului de operare, iar rolul driverului este acela de a transmite comenzile către componenta hard. Cu cât driverul este mai bine scris de către programatori, cu atât mai bună va fi performanța și stabilitatea componentei hard.
Driverele sunt de două tipuri:
drivere generice
drivere specifice

## Driverele generice
Driverele generice sunt de două tipuri, în dependență de cine le-a conceput.
I tip din generice sunt driverele scrise de inginerii firmei producătoare de chip-ul hardului. Aceste drivere sunt cele mai bune, pentru că programatorii au acces direct la specificațiile tehnice ale chip-ului, ceea ce este un secret tehnologic al companiei respective. În procesul de scriere al driverului accentul se pune în mod egal pe stabilitate, performanță și pe compatibilitate cu sistemul de operare. Aceste drivere pot fi folosite pentru toate componentele pe care se află chip-ul, indiferent de compania care asamblează piesa.
Ex. Un driver scris de NVIDIA este bun pentru orice placă video care are un Chipset GeForce.
II tip de drivere generice sunt scrise de producătorii companiei care au creat sistemul de operare. Acestea pun accentul pe compatibilitate cu sistemul de operare, pe stabilitate și mai puțin pe performanța componentei hard. Aceste tipuri de drivere sunt mai puțin bune pentru că programatorii nu au acces la documentația tehnică detailată a componentei hard. Driverele generice impuse de sistemul de operare sunt create special pentru a permite funcționarea tuturor componentelor hard detectate de sistemul de operare. În momentul în care utilizatorul adaugă o componentă nouă, sistemul de operare va căuta în colecția sa de drivere, și dacă găsește unul potrivit - îl instalează, dacă nu - pornește un vrăjitor care ajută utilizatorului să instaleze driverul de pe un CD furnizat de producătorul componentei.

## Drivere specifice
Driverele specifice sunt puse la dispoziție de către companiile care asamblează piesele pentru calculator. Ele se bazează pe driverele generice de tipul I. Dezavantajul acestor drivere este că ele apar cu mult mai târziu decât driverele generice de tipul I, și în acest timp este posibil să fi apărut altă versiune mai nouă a driverelor impuse de firma producătoare a componentei hard.

## Driverele incluse în sistemul de operare Windows
Sistemele de operare Windows conțin o mare parte a driverelor necesare pentru funcționarea pieselor, însă performanța acestor piese va fi medie. Din această cauză este necesar ca pentru fiecare piesă să instalăm driverul generic de tipul I.
Există și situații în care driverele incluse în sistemul de operare sunt cea mai bună alegere, acest lucru fiind valabil pentru piesele cu o tehnică de funcționare mai simplă ca hard disk, unitățile de CD-ROM, unitățile de floppy disk, mouse, și altele.